# Erepta stylodon
Erepta stylodon е вид коремоного от семейство Helicarionidae. Видът е критично застрашен от изчезване.

## Разпространение
Разпространен е в Мавриций.